# Brynica (Wołczyn)
Brynica (deutsch: Brinitze; 1936–1945 Kiefernhain) ist ein Ort in der Stadt- und Landgemeinde Wołczyn im Powiat  Kluczborski der Woiwodschaft Opole in Polen.

## Geographie

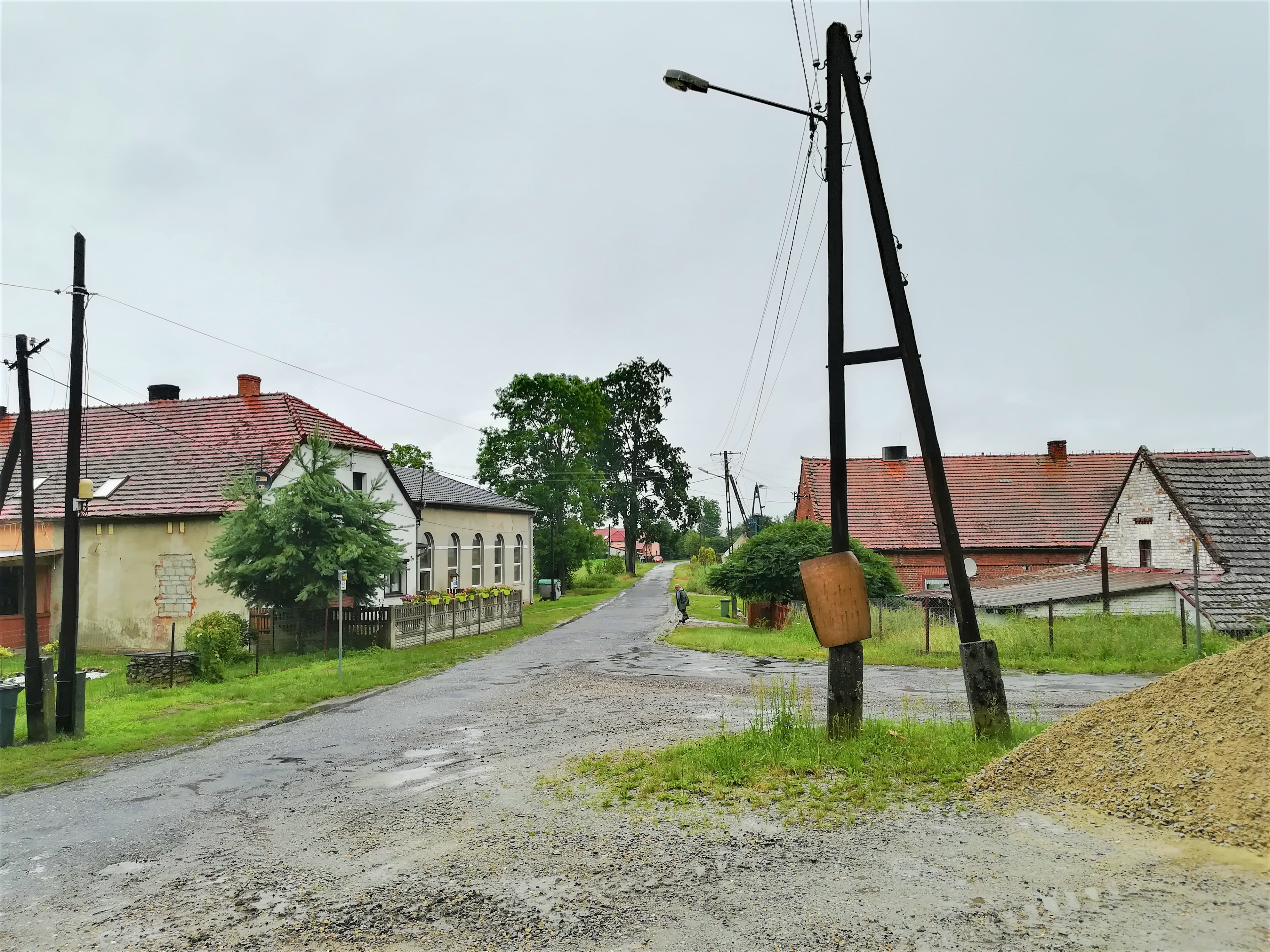
Dorfansicht (2020)

Brynica liegt rund fünf Kilometer südwestlich von Wołczyn (Konstadt), 19 Kilometer westlich von Kluczbork (Kreuzburg) und 48 Kilometer nordöstlich von Opole (Oppeln). Südlich des Dorfes fließt der Wołczyński Strumień, ein rechter Nebenfluss der Stober.
Nachbarorte von Brynica sind im Nordwesten Wierzbica Górna (Polnisch Würbitz), im Nordosten der Gemeindesitz Wołczyn (Konstadt) und im Südosten Wąsice (Wundschütz).

## Geschichte
Das Dorf Brinitze wurde 1485 erstmals als Sbrziecinky erwähnt.
1845 bestand das Dorf aus einem Gutshof, einer evangelischen Schule und weiteren 31 Häusern. Im gleichen Jahr lebten in Brinitze 284 Menschen, davon 17 katholisch. 1874 wird der Amtsbezirk Wundschütz gegründet, zudem Brinitze gehörte.
1933 lebten in Brinitze 258 Menschen. Am 27. Mai 1936 wurde der Ortsname in Kiefernhain geändert. 1939 hatte Kiefernhain wiederum 252 Einwohner. Bis 1945 gehörte das Dorf zum Landkreis Kreuzburg O.S.
Als Folge des Zweiten Weltkriegs fiel Kiefernhain 1945 wie der größte Teil Schlesiens unter polnische Verwaltung. Nachfolgend wurde der Ort in Brynica umbenannt und der Woiwodschaft Schlesien angeschlossen. 1950 wurde es der Woiwodschaft Oppeln eingegliedert. 1999 kam der Ort zum neu gegründeten Powiat Kluczborski (Kreis Kreuzburg).

## Sehenswürdigkeiten
- Der Gutshof wurde in der ersten Hälfte des 19. Jahrhunderts im Stil des Klassizismus erbaut. Das einstöckige Backsteingebäude besitzt einen rechteckigen Grundriss, ist teilweise unterkellert und besitzt ein Satteldach. Um den Gutshof besteht ein 1,5 Hektar großer Landschaftspark.[5] Seit 1965 steht das Gebäude unter Denkmalschutz.[6]
- Speicher – In der ersten Hälfte des 19. Jahrhunderts erbaut
- Steinerne Wegekapelle